# Ryan Reynolds
Ryan Rodney Reynolds (Vancouver, Colúmbia Britànica, 23 d'octubre de 1976) és un actor de cinema i televisió canadenc, famós per la seua aparició a pel·lícules com National Lampoon's Van Wilder, Just Friends, Definitely, Maybe'

## Biografia

### Infància i joventut
Ryan Reynolds va néixer el 23 d'octubre de 1976 a la ciutat de Vancouver, província de Colúmbia Britànica, Canadà. Fill de Jim, majorista d'aliments i boxejador semi-professional, i Tammy, una botiguera. És el menor de quatre germans, dels quals dos són agents de policia. En l'any de 1994, Reynolds es va graduar de l'escola secundària Kitsilano Secondary School situada a Vancouver. Posteriorment, va estudiar a Kwantlen College, situat a Richmond, però va abandonar els seus estudis abans de culminar la seva carrera.
Des de l'any 2016 interpreta Deadpool, un dels anti-herois més controvertits de Marvel. La pel·lícula té dues seqüeles, una estrenada l'any 2018 Deadpool 2, i una tercera que està previst que s'estreni l'any 2024.

### Vida privada
Des de l'any 2002 al 2007, Reynolds va estar vinculat sentimentalment amb la cantant Alanis Morissette, i la parella es va comprometre en el 2004. No obstant això, el juliol del 2006, la revista People va informar que la parella s'havia separat, tot i que cap dels dos va confirmar aquesta notícia. Al febrer del 2007, la parella mútuament va decidir dissoldre el seu compromís.
El 5 de maig de 2008 es va anunciar que estava compromès amb l'actriu Scarlett Johansson i va contreure matrimoni el 27 de setembre del mateix any. El 14 de desembre de 2010 Ryan i Scarlett van donar un comunicat a la revista People, per anunciar la fi del seu matrimoni.
El 9 de setembre de 2012 es va casar amb l'actriu Blake Lively a Mount Pleasant, Carolina del Sur.
El 6 d'octubre de 2014 van anunciar que es troben esperant el seu primer fill. El 31 de desembre de 2014, l'actor al costat de Blake Lively es van convertir en pares d'una nena anomenada James a Nova York. El 14 d'abril de 2016 es va confirmar el segon embaràs de la seva dona. El 30 de setembre de 2016 se va convertir en pare per segona vegada d'una nena a la qual van anomenar Ines.

## Filmografia

### Cinema
| Any  | Títol                                                                     | Paper                               | Notes                                                                          |
| ---- | ------------------------------------------------------------------------- | ----------------------------------- | ------------------------------------------------------------------------------ |
| 1993 | Ordinary Magic                                                            | Ganesh/Jeffrey                      |                                                                                |
| 1994 | My Name Is Kate                                                           | Kevin Bannister                     | Telefilm                                                                       |
| 1995 | Servint en silenci (Serving in Silence: The Margarethe Cammermeyer Story) | Andy                                | Telefilm                                                                       |
| 1996 | When Friendship Kills                                                     | Ben Colson                          | Telefilm                                                                       |
| 1996 | Sabrina the Teenage Witch                                                 | Seth                                | Telefilm                                                                       |
| 1996 | In Cold Blood                                                             | Bobby Rupp                          | Telefilm                                                                       |
| 1997 | The Alarmist                                                              | Howard Ancona                       |                                                                                |
| 1998 | Tourist Trap                                                              | Wade Early                          | Telefilm                                                                       |
| 1999 | Coming Soon                                                               | Henry Lipschitz                     |                                                                                |
| 1999 | Dick                                                                      | Chip                                |                                                                                |
| 2000 | Boltneck (Big Monster On Campus)                                          | Carl                                |                                                                                |
| 2001 | Finder's Fee                                                              | Quigley                             |                                                                                |
| 2002 | Van Wilder: La festa salvatge (National Lampoon's Van Wilder)             | Van Wilder                          |                                                                                |
| 2002 | Perseguint un somni (Buying the Cow)                                      | Mike Hanson                         |                                                                                |
| 2003 | The In-Laws                                                               | Mark Tobias                         |                                                                                |
| 2003 | Foolproof                                                                 | Kevin                               |                                                                                |
| 2004 | Harold & Kumar Go to White Castle                                         | Infermer                            | Cameo                                                                          |
| 2004 | Blade: Trinity                                                            | Hannibal King                       |                                                                                |
| 2005 | School of Life                                                            | Michael "Mr. D" D'Angelo            | Telefilm                                                                       |
| 2005 | The Amityville Horror                                                     | George Lutz                         |                                                                                |
| 2005 | Waiting...                                                                | Monty                               |                                                                                |
| 2005 | Just Friends                                                              | Chris Brander                       |                                                                                |
| 2006 | Smokin' Aces                                                              | Richard Messner                     |                                                                                |
| 2007 | The Nines                                                                 | Gary/Gavin/Gabriel                  |                                                                                |
| 2008 | Chaos Theory                                                              | Frank Allen                         |                                                                                |
| 2008 | Definitely, Maybe                                                         | Will Hayes                          |                                                                                |
| 2008 | Fireflies in the Garden                                                   | Michael Taylor                      |                                                                                |
| 2009 | Adventureland                                                             | Mike Connell                        |                                                                                |
| 2009 | X-Men Origins: Wolverine                                                  | Wade Wilson / Deadpool              | Paper compartit amb Scott Adkins                                               |
| 2009 | The Proposal                                                              | Andrew Paxton                       |                                                                                |
| 2009 | Paper Man                                                                 | Captain Excellent                   |                                                                                |
| 2010 | Secret Origin: Story Of DC Comics                                         | Narrador                            |                                                                                |
| 2010 | Buried                                                                    | Paul Steven Conroy                  |                                                                                |
| 2011 | Green Lantern                                                             | Hal Jordan / Green Lantern          |                                                                                |
| 2011 | The Change-Up                                                             | Mitch Planko                        |                                                                                |
| 2011 | The Whale                                                                 | Narrador                            |                                                                                |
| 2012 | Safe House                                                                | Matt Weston                         |                                                                                |
| 2013 | Els Croods                                                                | Guy                                 | Veu                                                                            |
| 2013 | R.I.P.D.                                                                  | Nick Walker                         |                                                                                |
| 2016 | Deadpool                                                                  | Wade Wilson / Deadpool              |                                                                                |
| 2017 | Life                                                                      | Rory Roy                            |                                                                                |
| 2017 | The Hitman's Bodyguard                                                    | Michael Bryce                       |                                                                                |
| 2018 | Deadpool 2                                                                | Deadpool                            |                                                                                |
| 2019 | Pokémon: Detectiu Pikachu                                                 | Detectiu Pikachu (veu)Harry Goodman | Doble paper; També captura de moviments facial per a Pikachu                   |
| 2019 | Hobbs & Shaw                                                              | Locke                               | No apareix als títols de crèdit                                                |
| 2019 | Six Underground                                                           | One                                 | Post-producció; també productor                                                |
| 2020 | The Hitman's Wife's Bodyguard                                             | Michael Bryce                       | Post-producció                                                                 |
| 2020 | Free Guy                                                                  | Guy                                 | Post-producció; també productor                                                |
| 2024 | Deadpool 3                                                                | Wade Wilson / Deadpool              | En desenvolupament; també productor. Pel·lícula del Marvel Cinematic Universe. |

### Televisió
| Any       | Títol                           | Paper                 | Notes                                    |
| --------- | ------------------------------- | --------------------- | ---------------------------------------- |
| 1991–1993 | Fifteen                         | Billy Simpson         | També coneguda com Hillside. 65 episodis |
| 1993–1994 | The Odyssey                     | Macro                 | 14 episodis                              |
| 1995      | The Outer Limits                | Derek Tillman         | 1 episodi                                |
| 1995      | The Marshal                     | Rick                  | 1 episodi                                |
| 1995      | Lonesome Dove: The Outlaw Years | Griffin               | 1 episodi                                |
| 1996      | The X-Files                     | Jay "Boom" DeBoom     | 1 episodi                                |
| 1996      | The John Larroquette Show       | Tony Hemingway        | 1 episodi                                |
| 1997      | The Outer Limits                | Paul Nodel            | 1 episodi                                |
| 1998      | The Outer Limits                | Paul Nodel            | 1 episodi                                |
| 1998–2001 | Two Guys and a Girl             | Michael "Berg" Bergen | 81 episodis                              |
| 2003      | Scrubs                          | Spence                | 1 episodi                                |
| 2004–2005 | Zeroman                         | Ty Cheese             | 14 episodis                              |
| 2007      | My Boys                         | Hams                  | 1 episodi                                |
| 2009      | Saturday Night Live             | Host                  | 1 episodi                                |
| 2011      | Family Guy                      | Ell mateix            | 1 episodi                                |
| 2012      | Top Gear                        | Ell mateix            | 1 episodi                                |

## Premis i nominacions

### Premis Gaudí
- 2011. Gaudí al millor actor per Buried

Globus d'Or
| Any  | Categoria                    | Pel·lícula | Resultat |
| ---- | ---------------------------- | ---------- | -------- |
| 2017 | Millor Actor Musical - Còmic | Deadpool   | Nominat  |

Premis Goya
| Any  | Categoria                                   | Pel·lícula | Resultat |
| ---- | ------------------------------------------- | ---------- | -------- |
| 2010 | Millor Interpretació Masculina Protagonista | Buried     | Nominat  |

MTV Movie Awards
| Any  | Categoria                   | Pel·lícula                                                             | Resultat  |
| ---- | --------------------------- | ---------------------------------------------------------------------- | --------- |
| 2003 | Millor actor                | Van Wilder: La festa salvatge                                          | Nominat   |
| 2010 | Millor actuació còmica      | The Proposal                                                           | Nominat   |
| 2010 | Millor petó                 | The Proposal (compartit amb Sandra Bullock)                            | Nominat   |
| 2010 | Millor combat               | X-Men Origins: Wolverine (compartit amb Hugh Jackman i Liev Schreiber) | Nominat   |
| 2011 | Millor actuació terrorífica | Buried                                                                 | Nominat   |
| 2016 | Millor actor                | Deadpool                                                               | Nominat   |
| 2016 | Millor actuació d'acció     | Deadpool                                                               | Nominat   |
| 2016 | Millor petó                 | Deadpool (compartit amb Morena Baccarin)                               | Nominat   |
| 2016 | Millor actuació còmica      | Deadpool                                                               | Guanyador |
| 2016 | Millor combat               | Deadpool (compartit amb Ed Skrein)                                     | Guanyador |

Teen Choice Awards
| Any  | Categoria                           | Pel·lícula            | Resultat  |
| ---- | ----------------------------------- | --------------------- | --------- |
| 2005 | Millor escena de terror             | The Amityville Horror | Guanyador |
| 2009 | Choice Summer Movie Star            | The Proposal          | Nominat   |
| 2010 | Choice Movie Actor: Romantic Comedy | The Proposal          | Nominat   |
| 2010 | Choice Movie: Chemistry             | The Proposal          | Nominat   |
| 2010 | Choice Movie: Liplock               | The Proposal          | Nominat   |
| 2011 | Choice Movie Actor: Sci-Fi/Fantasy  | Llanterna Verda       | Nominat   |
| 2016 | Choice Movie Actor: Action          | Deadpool              | Nominat   |
| 2016 | Choice Movie: Hissy Fit             | Deadpool              | Guanyador |

Young Artist Awards
| Any  | Categoria                                   | Pel·lícula | Resultat |
| ---- | ------------------------------------------- | ---------- | -------- |
| 1993 | Millor actor jove protagonisra de televisió | Hillside   | Nominat  |

Young Hollywood Awards
| Any  | Categoria                             | Resultat  |
| ---- | ------------------------------------- | --------- |
| 2003 | Actor masculí de la propera generació | Guanyador |